# Daniel Traub
Daniel Traub (* 25. Oktober 1909 in Breslau; † 17. Juni 1995 in Mülheim an der Ruhr) war ein deutscher Maler und Graphiker.

## Leben und Wirken
1924 kam er mit seinen Eltern nach Mülheim an der Ruhr, wo sein Vater Karl Friedrich Traub eine Stelle als Prediger der Baptistischen Gemeinde antrat. Nach dem Abschluss der Schule studierte Daniel Traub zunächst an der Essener Folkwanghochschule, dann an der Akademie der Bildenden Künste in Berlin.
Er verdiente seinen Lebensunterhalt nicht nur mit klassischen Landschaftsbildern und Porträts, sondern ebenso mit dem Ausmalen von Theaterkulissen, Schulgebäuden sowie mit Kunst am Bau. Die Keramikgemälde in den U-Bahn-Schächten des Mülheimer Hauptbahnhofes zählen zu seinen bekanntesten Werken. Auch gestaltet Daniel Traub die Türlaibungen des historischen Rathauses der Stadt Mülheim oder die Türlaibungen der Brüder-Grimm-Schule mit Mosaikarbeiten. Teile dieser Türlaibungen konnte der Mülheimer Kunstverein und Kunstförderverein Rhein-Ruhr nach dem Abriss im Jahr 2018 sichern, um diese für die Öffentlichkeit zu erhalten.
1963 wurde Traub mit dem Ruhrpreis für Kunst und Wissenschaft der Stadt Mülheim ausgezeichnet, 1980 erhielt er den Ehrenpreis „Jobs“ der Mülheimer Bürgergesellschaft Mausefalle für seine Verdienste als künstlerischer Stadtchronist. Zu seinem 75. Geburtstag im Jahre 1984 würdigten ihn das städtische Kunstmuseum und im Jahr 2019 die Galerie an der Ruhr / Ruhr Gallery mit einer umfassenden Werkschau.
Daniel Traub war Mitbegründer der Arbeitsgemeinschaft Mülheimer Künstler.

## Buchillustration
- 54 Holzschnitte in Wilhelm Heinrich Riehl: Der stumme Ratsherr. Novelle aus dem 14. Jahrhundert, Selbstverlag der Kunstgewerbeschule Essen, Essen 1929.
- Strichzeichnungen in (Anny Wienbruch): Antje ein Dreikaesehoch, St-Johannis Druckerei Schweikhardt, Lahr 1968

## Ausstellungen und Sammlungen
Das frühe Werk des Künstlers umfasst unzählige Holzschnitte und Skizzen, die Traub auf seinen vielen Reisen schuf. Traub illustrierte Tagebücher und Schriften, die einen Schwerpunkt der heutigen Sammlung der Familie des Künstlers ausmachen.
Die Mülheimer Galerie an der Ruhr zeigte 2019 eine umfassende Werkschau von Daniel Traub in Zusammenarbeit mit Familienmitgliedern des Künstlers, Sammlern, dem Kunstmuseum der Stadt Mülheim und dem Mülheimer Kunstverein und Kunstförderverein Rhein-Ruhr (KKRR).